# Певенси
Певенси (англ. Pevensey, /ˈpɛvənzi/ PEV -ən-Зи) — деревня и гражданский округ в Wealden районе Восточный Суссекс, Англия. Основная деревня расположена в 5 миль (8 км) к северо-востоку от Истборна, одна миля (1,6 км) вглубь страны от залива Певенси. Поселок Певенси-Бэй входит в состав прихода. Именно здесь Вильгельм Завоеватель высадился во время своего вторжения в Англию в 1066 году после пересечения Ла-Манша из Нормандии.

## География
Певенси расположен на отроге из песка и глины, примерно в 10 метров (33 футов) над уровнем моря. В римские времена этот отрог был полуостровом, который переходил в лагуну и болота. Небольшая река Певенси-Хейвен протекает вдоль северной стороны полуострова и первоначально впадала в лагуну, но сейчас она в значительной степени заилена. Лагуна распространяется вглубь, на север к Хейлшеме и восточном направлении к Hooe. Под воздействием берегового дрейфа этот большой залив был постепенно отрезан от моря галькой, так что сегодняшние болота — это все, что осталось за галечным пляжем.
Болота, известные как уровни Певенси, занимают площадь около 47 квадратных миль (120 км2) . Болота являются участком особого научного интереса и крупным заповедником, совместно принадлежащим Natural England и Sussex Wildlife Trust. Есть много редких в национальном масштабе растений и беспозвоночных, в том числе паук-плут. Участок очень хрупкий, и общий доступ запрещен.
Певенси также является отправной точкой 1066 Country Walk, которая представляет собой пешеходную тропу на большие расстояния, проходящую по многим историческим местам в этом районе.

### Певенси-Бэй
Поселок Pevensey Bay находится позади и на галечном пляже. Несмотря на свои небольшие размеры, это морской курорт в миниатюре, в котором есть многие удобства, характерные для более крупных городов в других местах. Это глиняный залив, поэтому со временем он подвержен эрозии. Галечный пляж в заливе Певенси обеспечивает важную защиту от наводнений и ущерба от штормов со стороны моря для большой площади низменной земли за пределами. Есть две башни Мартелло, построенные в 1806 году как наполеоновские береговые укрепления. До начала разработки он был известен как Wallsend; Замок-отель 16 века, стоящий в одиночестве на берегу моря.

## Имя
Самое раннее свидетельство названия Певенси находится в более поздних копиях хартий, датированных 788 и 790 годами, и это название встречается в различных формах, включая Пефенсея, Пёфенсея и Певенизель . Название означает «река [человека по имени] Пефен» и происходит от англосаксонского личного имени Pefen + eã, «река», предположительно, отсылка к теперь в значительной степени заиленной гавани Певенси. Написания Пемсе, Пемси указывают на местное произношение [pimzi], [pemzi]

## История

### Римский форт
К 4 веку нашей эры юг и восток провинции Британия подвергались частым нападениям мародерствующих варварских племен, включая ютов и саксов . Чтобы противостоять этим атакам, римляне построили в общей сложности одиннадцать фортов между Эссексом и островом Уайт, ныне известных как Саксонские береговые форты. Форт в Певенси, построенный между 300 и 340 годами нашей эры, назывался Андеритум. Самые ранние каменные остатки на этом месте датируются римским периодом, включая внешнюю стену дворца. Море омывало то, что сейчас называется болотами Певенси, окружая форт с трёх сторон.
Когда римская армия покинула Британию, провинция была более уязвима для нападения, сначала со стороны ютов в восточном Кенте, а романизированные коренные британцы пытались защитить свой остров от нападения. Следуя примеру ютов, саксы всерьез начали вторжение в Британию. Около 491 года саксы, возможно, во главе с Эллой Сассекской, начали колонизировать южное побережье и в течение нескольких лет осаждали Андеритум. После долгой борьбы британская оборона была захвачена. Некоторые оставшиеся британцы на южном побережье бежали на север, другие эмигрировали на лодке в то, что сейчас называется Бретань, и этот район стал Королевством Южных Саксов, позже названным Сассексом . Старый римский форт Андерида был сожжен и оставлен в запустении. Некоторое время разрушенный замок был известен саксами как Андредсестер и Уилд южной Англии, протянувшийся на 120 миль (200 км) от Андериды до Дорсета — назывался Андредсвельд, лес Андериды.
Форт, вероятно, оставался заброшенным, пока в 1042 году Гарольд Годвинсон, позже Гарольд II Англии, не основал здесь цитадель, улучшая укрепления, копая рвы в стенах форта. Английская армия оставалась в форте летом 1066 года, прежде чем покинуть его, чтобы встретить вторгшихся на север норвежцев.
Когда Вильгельм Завоеватель вторгся в Сассекс в сентябре 1066 года, у Певенси не было защитников, и залив служил убежищем для вторгающегося флота.

### Замок

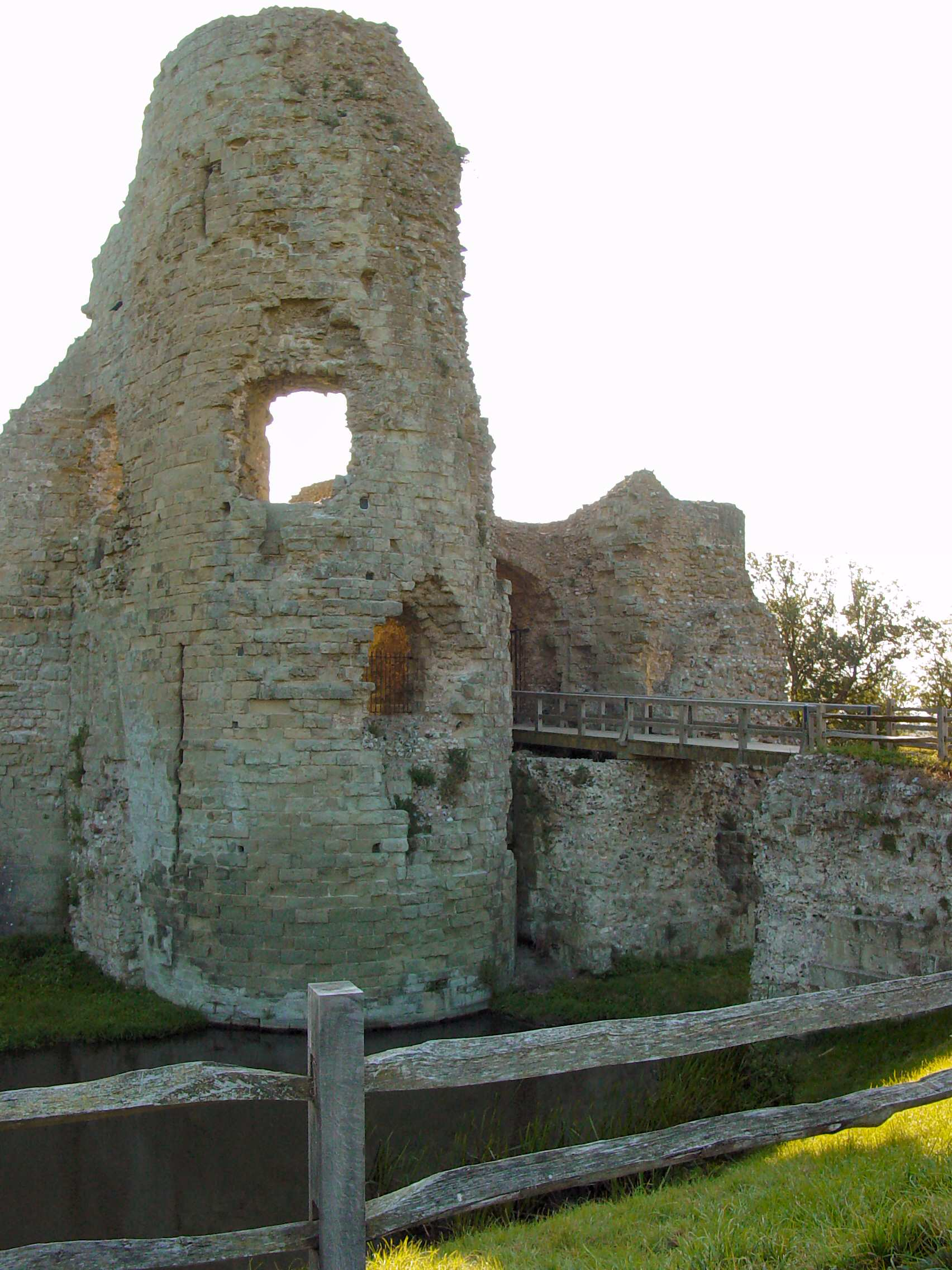
Остатки сторожки XIII века внутреннего дворца

В конце 1066 года римский форт Певенси был занят норманнами; Большая часть римской каменной кладки, все еще существующей сегодня, в значительной степени связана с работой Роберта, графа Мортена (сводного брата Уильяма), которому был пожалован замок Певенси вскоре после нормандского завоевания. Роберт де Мортен использовал останки в качестве основы для строительства своего замка, выполнив лишь незначительный ремонт стен, образующих внешний двор, и построив новый внутренний двор в восточной части.
В XI—XIII веках замок несколько раз подвергался осаде. Приказ королевы Елизаветы I о сносе и попытка сноса в пуританские времена не увенчались успехом: приказ был проигнорирован, и в двух случаях было удалено только несколько камней. Еще в 1942 году в замок были внесены небольшие дополнения для защиты Британии, когда он использовался для обнаружения немецких самолетов во время Второй мировой войны.
Сегодня замок находится в ведении Английского наследия.

### Свобода Певенси
Свобода (или Лоуи) Певенси была древней, ныне устаревшей сотней, в которую входили приходы Вестхэм и Певенси. Они полностью находились в пределах Уровней и вместе рассматривались как составляющие часть порта Гастингс, и, следовательно, имели право на все привилегии и иммунитеты, которыми пользовались Порты Пяти, а не часть юрисдикции графства Сассекс. Так было до тех пор, пока в XIX веке не была оставлена система сотен административных единиц.

### Другие исторические события
В 16 веке Певенси стал тем, что было известно как «некорпоративная ветвь» Гастингсов, как часть Конфедерации портов Чинкве. Как и большинство других портов, его значение уменьшилось, поскольку сами порты были отключены от моря: Певенси составлял две мили (3,2 км). км) дальний.